# Scuderia Lancia
Scuderia Lancia a fost o echipă de Formula 1 care a participat la patru curse în 1954 și 1955.
După ce fiul lui Vincenzo Lancia, Gianni, a devenit director al companiei, aceasta a început să participe mai frecvent în sporturile cu motor, hotărând în cele din urmă să construiască o mașină de Mare Premiu. Vittorio Jano a fost noul designer pentru Lancia, iar mașina sa D50 a fost înscrisă în Marele Premiu al Spaniei din 1954, unde Alberto Ascari a luat pole position și a obținut cel mai rapid tur al cursei. În Marele Premiu al Principatului Monaco din 1955, Ascari a suferit un accident și a intrat în port după ce a ratat o șicană. O săptămână mai târziu, Ascari a decedat în urma unui accident la volanul unei mașini sport Ferrari la Monza. Odată cu moartea lui Ascari și cu problemele financiare ale lui Lancia, compania s-a retras din cursele de Mare Premiu. În total, Lancia a obținut două pole position-uri și un podium în Formula 1.
Rămășițele echipei Lancia au fost transferate la Scuderia Ferrari, unde Juan Manuel Fangio a câștigat campionatul din 1956 cu o mașină Lancia-Ferrari.

## Rezultatele în Campionatul Mondial de Formula 1
| Legendă      | Legendă                                            |
| Culoare      | Rezultat                                           |
| ------------ | -------------------------------------------------- |
| Auriu        | Câștigător                                         |
| Argintiu     | Locul 2                                            |
| Bronz        | Locul 3                                            |
| Verde        | Alte locuri care punctează                         |
| Albastru     | Alte locuri                                        |
| Albastru     | Nu s-a clasat, dar a terminat cursa (NC)           |
| Purpuriu     | A abandonat cursa (Ab)                             |
| Negru        | Descalificat (DSC)                                 |
| Alb          | Nu a luat startul (NS)                             |
| Roșu         | Nu s-a calificat (NSC)                             |
| Fără culoare | Retras înainte de calificări (Ret)                 |
| Fără culoare | Exclus (EX)                                        |
| Fără culoare | Nu a participat (celulă goală)                     |
| Adnotare     | Însemnătate                                        |
| P            | Pole position                                      |
| R            | Cel mai rapid tur                                  |
| (6)          | Rezultatul nu a fost luat în considerare pentru CM |
| 1            | A împărțit mașina cu unul sau mai mulți piloți     |

| Sezon  | Șasiu | Motor         | Pneu | Piloți              | 1       | 2   | 3   | 4   | 5   | 6   | 7   | 8   | 9     | Poz. | Pct. |
| 1954   | D50   | Lancia 2,5 V8 | P    |                     | ARG     | 500 | BEL | FRA | GBR | DEU | SUI | ITA | ESP   | —    | —    |
| ------ | ----- | ------------- | ---- | ------------------- | ------- | --- | --- | --- | --- | --- | --- | --- | ----- | ---- | ---- |
| 1954   | D50   | Lancia 2,5 V8 | P    | Alberto Ascari      |         |     |     |     |     |     |     |     | AbP R | —    | —    |
| 1954   | D50   | Lancia 2,5 V8 | P    | Luigi Villoresi     |         |     |     |     |     |     |     |     | Ab    | —    | —    |
| 1955   | D50   | Lancia 2,5 V8 | P    |                     | ARG     | MCO | 500 | BEL | NLD | GBR | ITA | N/A | —     | —    |      |
| 1955   | D50   | Lancia 2,5 V8 | P    | Alberto Ascari      | Ab      | Ab  |     |     |     |     |     | N/A | —     | —    |      |
| 1955   | D50   | Lancia 2,5 V8 | P    | Luigi Villoresi     | Ab / Ab | 5   |     |     |     |     |     | N/A | —     | —    |      |
| 1955   | D50   | Lancia 2,5 V8 | P    | Louis Chiron        |         | 6   |     |     |     |     |     | N/A | —     | —    |      |
| 1955   | D50   | Lancia 2,5 V8 | P    | Eugenio Castellotti | Ab      | 2   |     | AbP |     |     |     | N/A | —     | —    |      |
| Sursa: |       |               |      |                     |         |     |     |     |     |     |     |     |       |      |      |